# Geophaps
Geophaps là một chi chim trong họ Columbidae.